# Илия IV (патриарх Антиохийский)
Патриарх Илия́ IV (в миру Элияс Муауад, араб. الياس معوض‎; 1914, деревня Арсун (Аль-Миттен), Ливан — 21 июня 1979, Дамаск) — епископ Антиохийской православной церкви, Патриарх Антиохийский и всего Востока.

## Биография
Родился в селении Арсун (Аль-Миттен) в Ливане. Начальное образование и духовное воспитание получил в монастыре святого Георгия в Эль-Харфе, а затем в православных школах Хомса и Дамаска. В это время на него обратил внимание Патриарх Антиохийский Григорий IV (Хаддад), у которого он стал послушником.
В 1934 году стал иподиаконом у патриарха Антиохийского Александра III (Тахана), а позднее направлен им в Халкинскую богословскую школу, которую окончил в 1939 году.
По возвращении на родину назначен ректором Баламандской духовной семинарии при Баламандском монастыре в Ливане и вскоре рукоположен в священный сан патриархом Антиохийским Александром III (Таханом), а в 1941 году возведён в достоинство архимандрита.
Одновременно со служением в Антиохийской патриархии занимал кафедру учителя арабской литературы в дамасской средней школе «Ассия».
В 1947 году решением Священного Синода Антиохийской православной церкви был направлен в Рио-де-Жанейро для духовного окормления православных арабов, проживающих в Бразилии.
В 1950 году решением Священного Синода был избран для рукоположения в сан епископа на Алеппскую кафедру. В том же году состоялась его архиерейская хиротония и возведение в сан митрополита. Хиротонию возглавил патриарх Антиохийский Александр III.
Представлял Антиохийскую православную церковь на I Всеправославном совещании, прошедшем с 24 сентября по 1 октября 1961 года на острове Родос, II Всеправославном совещании, прошедшем 26 сентября — 1 октября 1963 года на острове Родос, III Всеправославном совещании, прошедшем с 1 по 15 ноября 1964 года, и IV Всеправославном совещании, прошедшем в 1968 году в Шамбези, пригороде Женевы.
После кончины патриарха Антиохийского Феодосия VI был избран Местоблюстителем патриаршего престола, а 27 сентября 1970 года Священный Синод избрал его 165-м патриархом Антиохийским и всего Востока.
Благодаря его трудам было усилено единство епископата, клира и мирян Антиохийской церкви, улучшено качество богословского образования в духовных школах, готовящих кандидатов в клир, произведена централизация церковного управления.
За период его правления дважды посещал с братским визитом пределы Русской православной церкви, а также был частым гостем Представительства Московского патриархата в Дамаске. Для укрепления связей с диаспорой осуществил поездку в Северную и Южную Америку. Большое внимание в арабском мире привлекло посещение патриахом мусульманской конференции в Лахоре, в Пакистане, где он выступил с обращением, в котором говорил палестинской проблеме и о значении Иерусалима для арабов — христиан и мусульман. Выступление вызвало большой резонанс и принесло популярность патриарху среди арабов-мусульман, которые стали называть его «патриархом арабов». Также много трудился для урегулирования ливанского кризиса.
Владел греческим, французским, английским, португальским, испанским и турецким языками. В полноте знал литературный арабский язык и был одарённым оратором. Отличался поэтическим даром, любил поэзию и музыку, занимался переводами с греческого на арабский (переведены некоторые произведения св. Романа Сладкопевца и Иоанна Дамаскина). По просьбе министерства культуры Сирии им была написана книга «О современной греческой поэзии». Перевёл с английского на арабский «Путь к благодати» и книгу об апостоле Павле. На основе греческих источников написана книга «Жизнь и труды первоверховных апостолов Петра и Павла».
10 июня 1979 года в праздник Святой Троицы совершил своё последнее патриаршее служение и отбыл в патриарший Седнайский монастырь, где и скончался 21 июня от сердечного приступа.